# Pelophryne linanitensis
Pelophryne linanitensis är en groddjursart som beskrevs av Das 2008. Pelophryne linanitensis ingår i släktet Pelophryne och familjen paddor. IUCN kategoriserar arten globalt som akut hotad. Inga underarter finns listade i Catalogue of Life.